# Lecanora formosula
Lecanora formosula är en lavart som beskrevs av Helge Thorsten Lumbsch. 
Lecanora formosula ingår i släktet Lecanora och familjen Lecanoraceae. Inga underarter finns listade i Catalogue of Life.